# Vilkyškiai
Vilkyškiai (Willkischken en allemand) est un bourg de l'arrondissement de Tauragė, en Lithuanie. C'est l'un des centres administratifs de la communauté de communes de Pagėgiai.

## Géographie
Vilkyškiai est un bourg frontalier du sud-est de la Lithuanie, situé à 16 km au nord-est de Tilsit (aujourd'hui Sovetsk) et à 13 km à l'est de Pagėgiai. Il est desservi par la route nationale KK 141, qui relie Kaunas à Klaipėda (l'ancien port balte de Memel). C'est aussi un carrefour entre la bretelle d'Uplaukis de la Route magistrale 12 (Lituanie) (un tronçon de la Route européenne 77), et la route de Šereitlaukis (Schreitlaugken), ville de la vallée de la Jūra, voisine du port de Memel. Depuis la fermeture de la ligne Pogegen–Schmalleningken et de l'ancienne gare, la localité n'est plus desservie que par la route.

## Toponymie
Dans les années 1490 à 1540, le village était dénommé Wylkischsken, puis Wilküschke (1600) et Willkieschken (1620). Son nom est un diminutif du mot balte vilkas ou vilks qui désigne le loup.

## Histoire

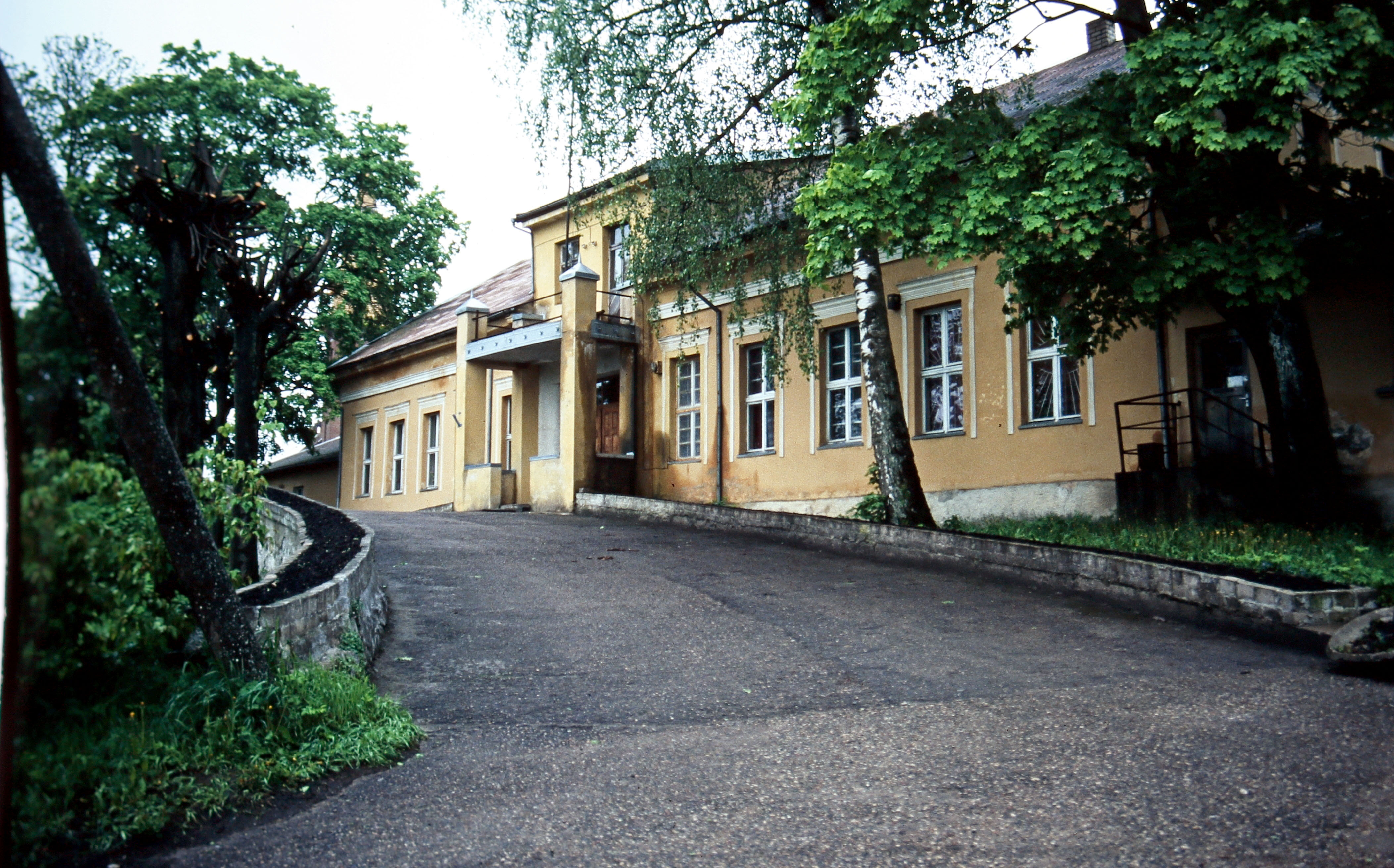
Le manoir de Vilkyškiai.

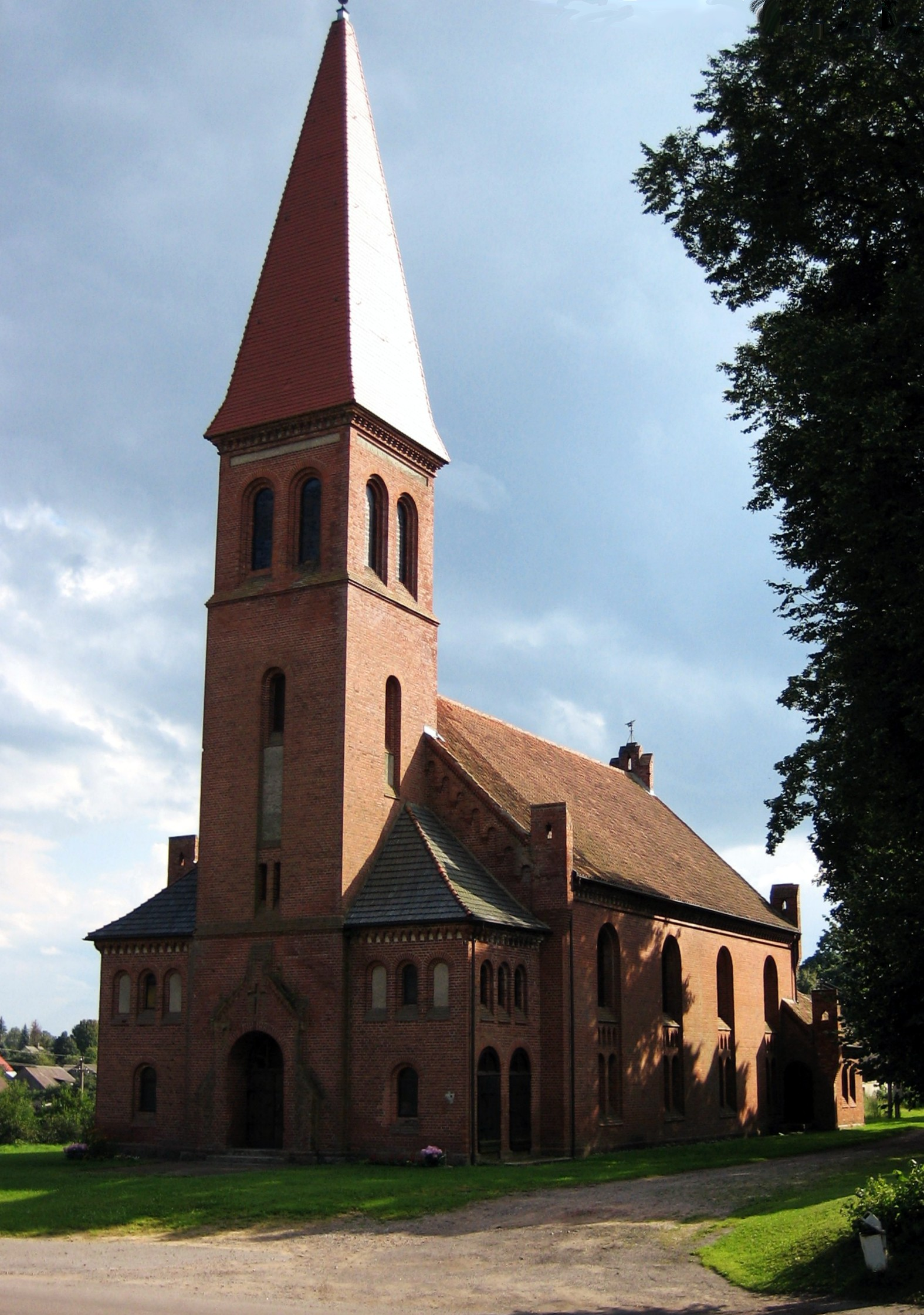
Temple protestant de Vilkyškiai.

La colonie teutonique de Willkischken a été fondée au XVe siècle et formait une paroisse dès 1560. Le domaine de Willkischken existait depuis 1628. La population de Willkischken, longtemps disputée entre le Brandebourg-Prusse et la Suède, a été décimée à plusieurs reprises par des épidémies, mais elle s'est repeuplée grâce aux protestants exilés de Salzbourg. Le village possédait sa propre école dès le XVIe siècle. Plusieurs fois reconstruit, cet édifice de charpente a été remplacé en 1818-19 par un bâtiment trapu en toit de chaume. L'incendie dévastateur qui suivie la prise du village par les Russes en 1757 détruisit plusieurs maisons, l'église, la sacristie et l'école.
En 1785, Willkischken était encore un fief prussien (köllmisches Gut) comptant 70 foyers. Le 8 avril 1874, il devint le chef-lieu d'un nouveau district, rattaché d'abord à l'Arrondissement de Tilsit (1922), puis à l'Arrondissement de Pogegen (de 1923 à 1939), et derechef à l'Arrondissement de Tilsit-Ragnit, au sein du District de Gumbinnen de la Province de Prusse-Orientale (de 1939 à 1945).
La population ne comptait que 747 habitants en 1910 et ne dépassa les 1000 habitants qu'en 1925.
Le 7 octobre 1944, l'ordre fut donné d'évacuer la région de Memel, qui fut annexée à la République socialiste soviétique de Lituanie. Aujourd'hui, Vilkyškiai compte 883 habitants. Plusieurs maisons d'avant-guerre ont survécu, ainsi que le manoir. Le centre-ville de Vilkyškiai est classé aux Monuments historiques.

## Économie
La laiterie date de 1934. Elle est exploitée par la société Vilkyškių pieninė, cotée en bourse, qui a réalisé en 2013 un chiffre d'affaires de 105,42 millions d'euros.

## Lieux de culte

### Temples protestants
Le temple actuel a été reconstruit à l'emplacement d'une ancienne église délabrée, entre 1895 et 1898. C'est un édifice néoroman en brique à triple nef, surmonté d'un clocher de 45 m. Reconverti en  silo à grains et moulins pendant la période soviétique, le temple a été restauré dans les années 1990 et 2000, et a retrouvé sa vocation religieuse.

### Église catholique
L'église fut jusqu'en 1939 la maison d'une famille d'industriels juifs, les Epstein. Lors du rattachement du Territoire de Memel au Reich allemand, cette famille s'était enfuie. Pendant l'occupation par l'Armée Rouge, cette maison devint le siège local de la NKVD. La paroisse locale, dépendant du doyenné de Šilutė et du diocèse de Telšiai, a pu reprendre possession de cette église en 2006.
Les catholiques, étaient très minoritaires jusqu'en 1945. Leur paroisse dépendait de l'évêché de Varmie puis à partir de 1940, de la Prélature libre de Memel. Mais aujourd'hui la population de Vilkyškiais est presque entièrement catholique.

## Curiosités touristiques
Vilkyškiai est le théâtre du roman « Pianos de Lithuanie » de Johannes Bobrowski. Il a épousé une fille de Motzischken, Johanna Buddrus, au temple protestant de la ville. Un petit musée lui est consacré dans le centre-ville, où l'on a reconstitué son cabinet de travail de Berlin, avec différents objets lui ayant appartenu.